# Budapester Straße (Österreich)
Die Budapester Straße B10 ist eine Landesstraße B in Wien, Niederösterreich und dem Burgenland und ehemalige Bundesstraße. Sie führt von Wien-Kaiserebersdorf im 11. Wiener Gemeindebezirk über Schwechat, Schwadorf, Bruck an der Leitha und Parndorf zur ungarischen Grenze bei Nickelsdorf. Dort wird sie als ungarische Hauptstraße 1 (1-es föut) bis Budapest weitergeführt.

## Geschichte
Bis 1947 lief der gesamte Verkehr zwischen Wien und Budapest über Hainburg und demzufolge auch über die Pressburger Straße. Deshalb wurde diese durch Bruck an der Leitha führende Straße bis 1947 als Brucker Straße bezeichnet.

### Ursprünge
Die Brucker Straße zwischen Wien und Bruck war eine österreichische Reichsstraße, die ursprünglich von der Stadt Bruck erbaut und 1838 vom Staat übernommen wurde. 1834 bestanden Mautstationen in Bruck, Wilfleinsdorf und Schwadorf, die der Staatskasse rund 35.000 Gulden einbrachten.
Auf ungarischer Seite wurde die Straße zwischen Bruck und Parndorf 1854 als Landesstraße eingestuft, die durch unentgeltliche Arbeitsleistungen der Anwohner instand gehalten werden sollte.

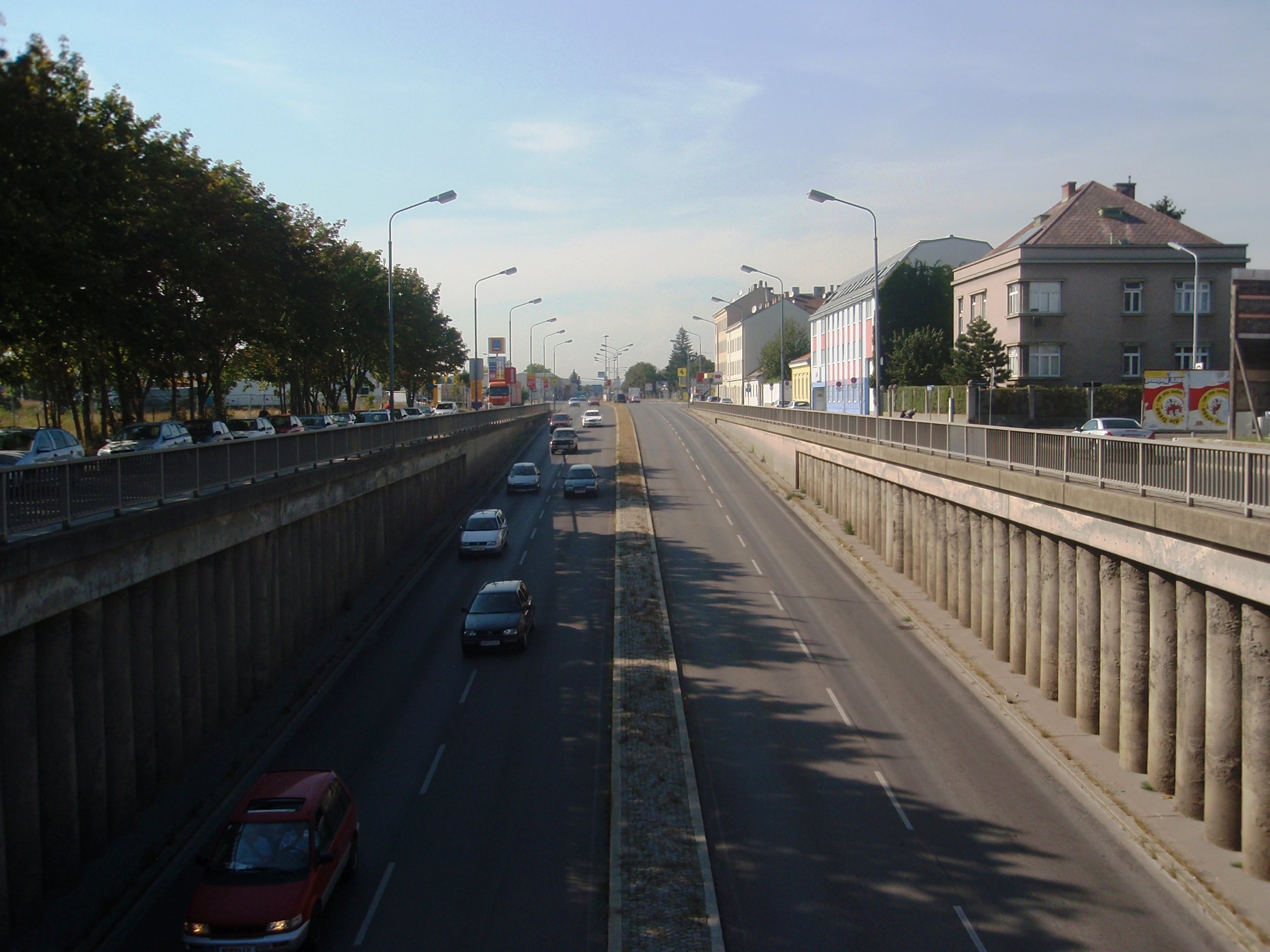
B10 an der Grenze Wien/Schwechat

### Frühere Strecken und Bezeichnungen

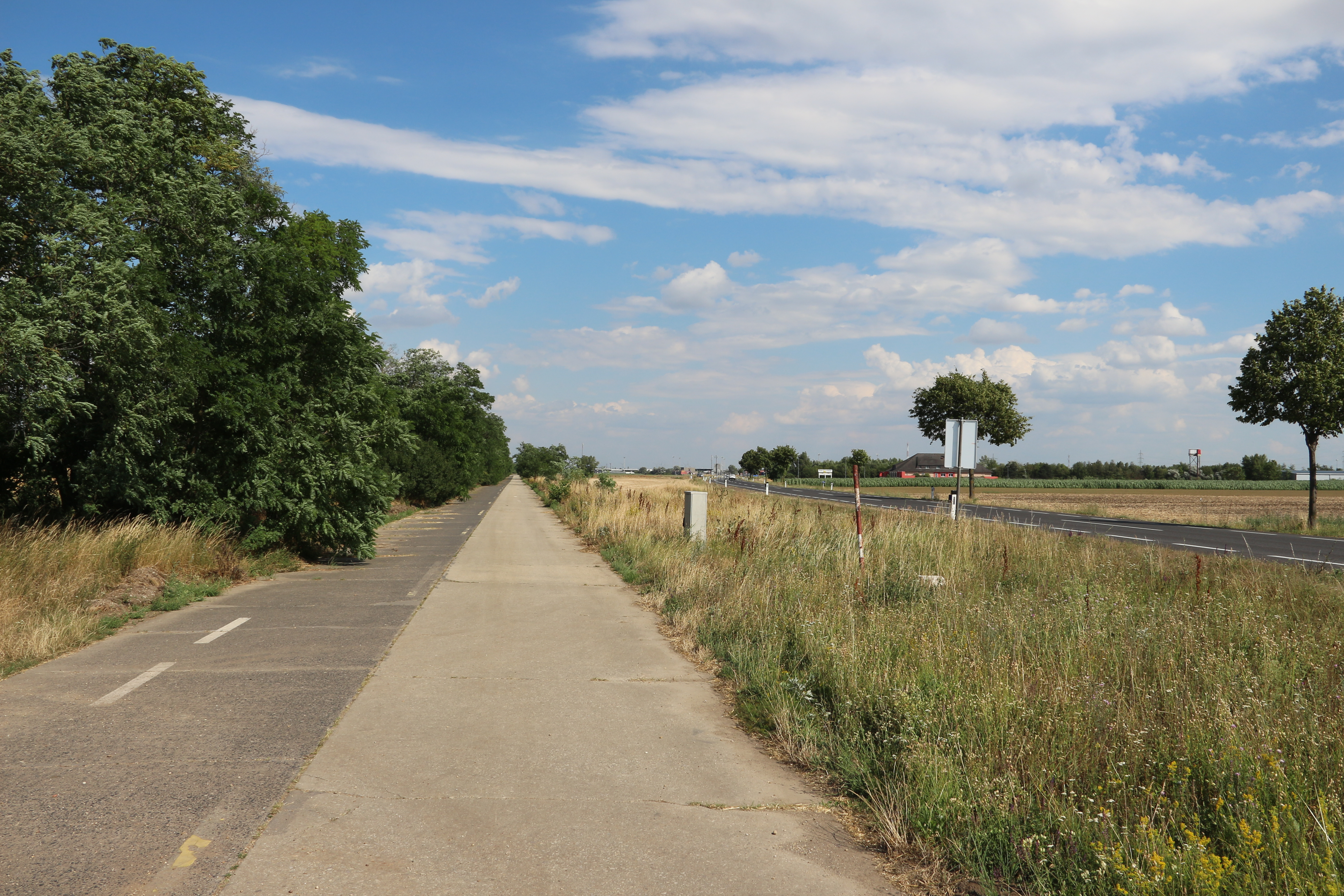
Alte und neue B10 an der Grenze zu Ungarn in Nickelsdorf

Die Brucker Straße in Niederösterreich gehört zu den ehemaligen Reichsstraßen, die 1921 als Bundesstraßen übernommen wurden. 1923 wurde diese Bundesstraße bis Parndorf verlängert, wo sie in die Eisenstädter Straße mündete. Der östliche Streckenabschnitt zwischen Gattendorf und Nickelsdorf wurde ab 1926 als burgenländische Landesstraße geführt. Bis 1938 wurde die Brucker Straße als B 7 bezeichnet. Nach dem Anschluss Österreichs wurde diese Straße im Zuge der Vereinheitlichung des Straßensystems am 1. April 1940 auf mehrere Landstraßen I. Ordnung aufgeteilt:
- Die L.I.O. 70 führte von Engerau über Gattendorf und Parndorf nach Eisenstadt
- Die L.I.O. 72 führte von Wien nach Parndorf
- Die L.I.O. 74 führte von Gattendorf über Nickelsdorf nach Hegyeshalom

Am 23. März 1942 wurde der mittlere Streckenabschnitt zwischen Parndorf und Gattendorf durch einen Erlass des Generalinspekteurs für das Deutsche Straßenwesen wieder zur Reichsstraße erklärt und als Teil der Reichsstraße 405 geführt. Die Reichsstraße 405 mündete in Kittsee in die Reichsstraße 8b, die von Wolfsthal zum damaligen deutsch-ungarischen Grenzübergang bei Kroatisch-Jahrndorf führte.
Seit dem 1. April 1948 gehörte die Budapester Straße auf ihrer ganzen Länge zum Netz der Bundesstraßen in Österreich. Die Budapester Straße war mittlerweile zur Hauptachse des Straßenverkehrs zwischen Wien und Budapest geworden, weil die bisherige Fernstraße Wien – Budapest seit 1947 auf tschechoslowakischem Territorium lag. In den 1950er Jahren wurde die Umfahrung Stixneusiedl-Gallbrunn gebaut. Die ehemalige B10 in Stixneusiedl trägt seither den Namen Alte Bundesstraße. Nach dem Fall des Eisernen Vorhanges war diese Bundesstraße – bedingt durch die extrem starke Zunahme des Verkehrsaufkommens – außerordentlich belastet. Regelmäßig geschahen hier Unfälle, vor allem zwischen Bruck und Schwechat, da die B10 in diesem Abschnitt beinahe schnurgerade verläuft und viele Autofahrer deshalb unvorsichtiger sind. Durch den Bau der Ost Autobahn (A4) wurde sie in dieser Funktion abgelöst. Auch heute noch geschehen Unfälle oder es kommt aufgrund von Behinderungen auf der A4 zu langen Staus und/oder Kolonnenverkehr.
In den 1990er-Jahren gehörte auch die Strecke zwischen der Nordbrücke und Simmering zur Budapester Straße. Heute ist dieser Abschnitt Teil der Klosterneuburger Straße (B14).
2002 wurde die B10 (wie alle ehemaligen Bundesstraßen) in die Landesverwaltung übertragen.
Bis 2010 war der in Wien gelegene Abschnitt zwischen Etrichstraße bis zur Wiener Landesgrenze, eine Hauptstraße B und als solches ein Teil der B10. Gemäß einer Verordnung des Gemeinderats vom 20. Mai 2010 wäre dieser Straßenzug nunmehr eine Hauptstraße A. Aktuell (im März 2013) ist sie allerdings in Wien (an der Kreuzung Etrichstraße/Simmeringer Hauptstraße) noch mit der Straßennummer 10 ausgeschildert.

### Unfälle
Am 23. August 1988 kollidierte zwischen Schwadorf und Schwechat ein ungarischer Reisebus mit Touristen so mit einem Lkw-Zug, der nach dem Links-Ausbrechen seines Anhängers die Fahrbahn versperrte, dass der entgegenkommende Bus links auf etwa 3/4 seiner Länge aufgeschlitzt in der Wiese neben der Fahrbahn rechts an einer Reihe Begleitbäume angelehnt und nahe dem Hänger zu stehen kam. 14 Buspassagiere (insbesondere in den linken Sitzreihen) starben, 37 Personen (darunter die Lenker von Bus und Lkw) wurden verletzt. Regenwassergefüllte Spurrillen in der Fahrbahn begünstigten den Unfall, der von einem vor dem Lkw bremsenden Pkw-Wohnwagen-Gespann mit ausgelöst wurde.

### Ausbauplanungen
In Planung ist eine Umfahrung um den Ort Schwadorf. Der Ort ist vom Lärm belästigt. Viele Anwohner fordern daher eine Umfahrung. Dafür gibt es jedoch weder einen Zeitplan, noch eine konkrete Streckenführung für dieses Projekt. Für den Fall des Neubaus einer 3. Piste am Flughafen Wien-Schwechat ist geplant, die B10 auf einer bis heute geradlinigen Strecken von etwa 4,5 km Länge westlich um das NW-Ende der 3. Piste umzulegen, was eine Verlängerung der B10 um etwa 2 km bewirken würde.

### Sanierungen 2016 und 2017
Nachdem die Landesstraße L2048 zwischen Stixneusiedl und Gallbrunn saniert wurde, wurde im Juli 2016 auch die B10 in Angriff genommen. Das Land Niederösterreich startete Ende Juni offiziell die Sanierung der vom Verkehr beschädigten Straße. Diese war teilweise komplett durchgebrochen. Vom westlichen Ortsbeginn von Gallbrunn bis zur Kreuzung mit der Brucker Straße in Stixneusiedl wurde die Straße an drei Abschnitten erneuert – rund drei Kilometer der Straße waren betroffen. Ende August wurden die Arbeiten abgeschlossen. Beim ersten Abschnitt wurde der Verkehr halbseitig mit einer Ampel geregelt, bei den zwei weiteren Abschnitten kam es ab Mitte Juli 2016 zur Totalsperre. Hier wurde der Verkehr umgeleitet. Auf die Gemeinde kamen dabei keine Kosten zu, diese wurden vom Land getragen. Allerdings nahm durch die Umleitung die ohnehin schon stark beschädigte Alte Bundesstraße in Stixneusiedl bleibende Schäden.
2017 werden weitere Abschnitte saniert. Im April und Mai wurde der erste Teil zwischen Schwadorf und der Abzweigung nach Rauchenwarth erneuert. Ab 3. Juli 2017 folgte der Bereich von der Kreuzung zum Kreisverkehr B9. Hierbei wurde der Verkehr in Richtung Wien über die B60 und die B9 umgeleitet, der Verkehr in Richtung Budapest wurde auf einer der beiden Fahrspuren geleitet, während die jeweils andere Fahrspur saniert wurde. Kurz danach begann die Sanierung von Stixneusiedl bis Bruck an der Leitha. Der Verkehr wurde auf den Landesstraßen L163 und L2047 über die Ortschaften Sarasdorf und Wilfleinsdorf umgeleitet. Noch vor Schulbeginn wurde Anfang September die sanierte B10 eröffnet.